# Platyrhiza
Platyrhiza, monotipski biljni rod iz porodice kaćunovki, smješten u podtribus Oncidiinae, dio tribusa Cymbidieae. Jedina je vrsta P. quadricolor, orhideja s juga Brazila (države Rio de Janiero, Sao Paulo, Rio Grande do Sul i Santa Catarina).
I rod i vrsta opisani su 1881. Hemikriptofit.

## Sinonimi
- Platyrhiza juergensii Schltr., 1925